# Tlacuilola, San Luis Potosí
Tlacuilola är en ort i Mexiko.   Den ligger i kommunen Tamazunchale och delstaten San Luis Potosí, i den sydöstra delen av landet, 200 km norr om huvudstaden Mexico City. Tlacuilola ligger 171 meter över havet och antalet invånare är 1 045.
Terrängen runt Tlacuilola är kuperad åt nordost, men åt sydväst är den bergig. Tlacuilola ligger nere i en dal. Runt Tlacuilola är det ganska tätbefolkat, med 60 invånare per kvadratkilometer. Närmaste större samhälle är Tamazunchale, 8,5 km öster om Tlacuilola. I omgivningarna runt Tlacuilola växer i huvudsak städsegrön lövskog.